# شركة ريغلي

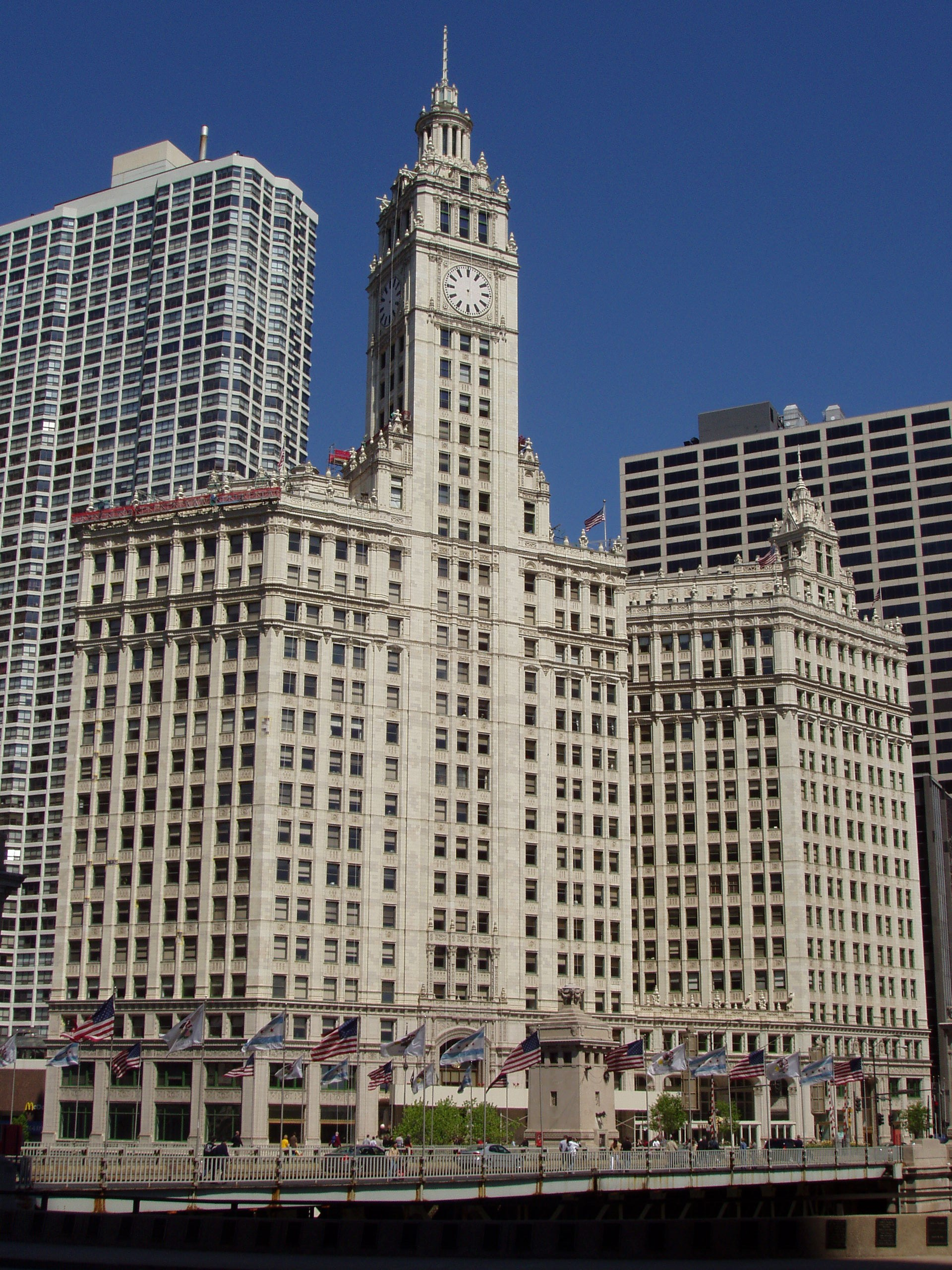
مبنى ريجلي، المقر السابق

شركة وم. ريغلي جونيور، المعروفة باسم شركة ريغلي (بالإنجليزية: Wrigley Company)‏ هي شركة علك أمريكية (لبان ريغلي)، ويقع مقرها في مركز الابتكار العالمي (جي آي سي) في جزيرة غوس، شيكاغو، إلينوي. وهي مملوكة بالكامل لشركة مارس المتحدة، وتشكل مارس ريجلي للحلويات جنبًا إلى جنب مع ألواح الشوكولاتة من مارس ومنتجات الحلوى الأخرى. وهي أكبر منتج ومسوق للعلكة في العالم.
تبيع الشركة حاليًا منتجاتها في أكثر من 180 دولة ومنطقة، وتحتفظ بعمليات في أكثر من 50 دولة، ولديها 21 منشأة إنتاج في 14 دولة بما في ذلك الولايات المتحدة، المكسيك، إسبانيا، المملكة المتحدة، فرنسا، التشيك، كولومبيا، بولندا، روسيا، الصين، الهند، اليابان، كينيا، تايوان، أستراليا، نيوزيلندا.

## علامات تجارية

### علك

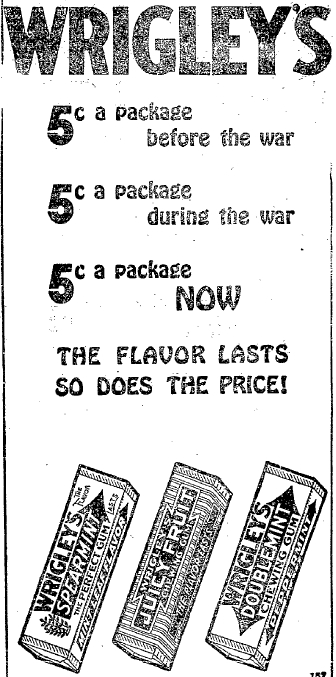
إعلان في إحدى الصحف من عام 1920 عن ثلاثة أنواع من علك ريغلي

الولايات المتحدة الأمريكية
- جوسي فروت (1893)
- ريغليز سبيرمينت (1893)
- دبل مينت  [لغات أخرى]‏ (1914)
- فريدنت (1975)
- بيغ ريد (1975)
- إكسترا (1984)
- وينتر فريش (1994)
- هوبا بوبا (1979)
- أوربت (أُعيد تقديمها في عام 2001)
- أوربت وايت
- إكلبس (2001)
- 5 (2007)
- بومر

كندا
- 5
- دبل مينت
- إكسل
- إكسل ميست
- إكسل وايت
- إكسترا
- إكسترا بروفيشونال
- إكسترا بروفيشونال وايت
- هوبا بوبا
- جوسي فروت
- فريدنت

شركة ريغلي المحدودة، إستوفر، بليموث، المملكة المتحدة
- آيرويفز
- هوبا بوبا
- دبل مينت
- إكسترا
- ألتويدز
- جوسي فروت
- تونز
- روندو - ماركة حلوى بنكهة النعناع مملوكة لشركة ريجلي.[8][9] كانت، قبل عام 2008، علامة تجارية للشركة الأم مارس المتحدة.[10][11]
- ريغليز سبيرمينت
- لوكيتز
- سكيتلز
- ستاربرست
- آيرويفز

منتجات وعلامات تجارية إضافية
- ألتويدز
- بيغ بوي
- بيغ جي
- بيغ ليغ تشيو (حتى نوفمبر 2010)
- بومر
- ببل تيب
- كوول آير
- إكلبس
- إكسل
- هوبا بوبا
- لايف سيفرز
- غامي سيفرز
- لايف سيفرز مينيز
- لايف سيفر فيوجنز
- كريم سيفرز
- بيمبوم
- بي كي
- سكيتلز
- سولانو
- ستاربرست
- سوغوس
- لوكيتز
- تاتا
- تونز

## روابط خارجية
- الموقع الرسمي
  - تصريحات صحفية
- ملف تعريف الشركة في ياهو!